# Hallein
Hallein est une ville autrichienne située dans le land de Salzbourg. Avec 21 000 d'habitants, c'est la deuxième ville du land et le siège administratif (chef-lieu) du district de Hallein. Elle est bien connue pour la mine d'Hallein au pied du mont Dürrnberg.
Hall, Hal ou Halle, probablement d'origine celtique, est un élément de nombreux toponymes germaniques indiquant l'extraction du sel à partir de la saumure naturelle ou l'exploitation de mines de sel.

## Géographie

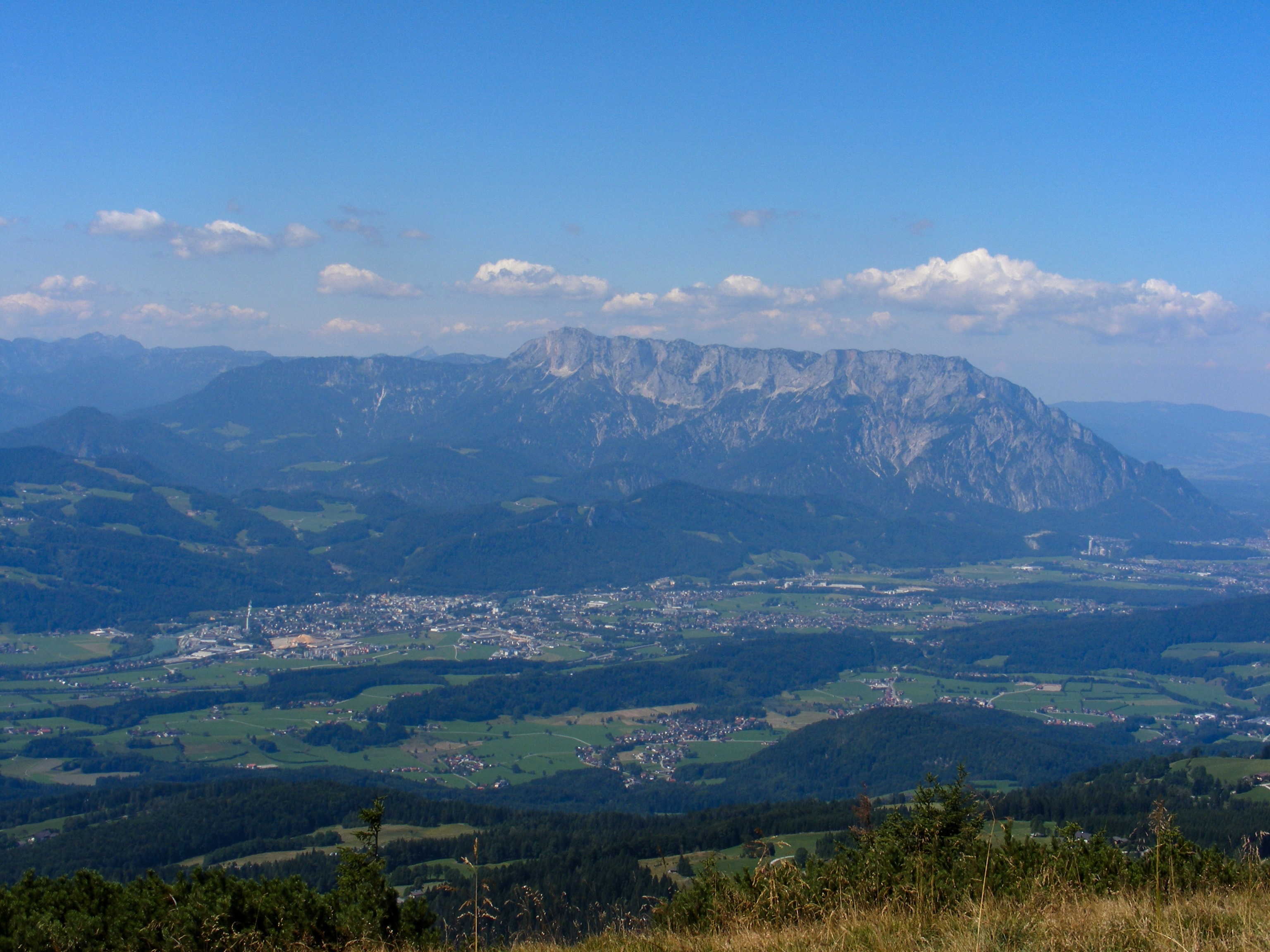
Vue sur la vallée de la Salzach.

La ville est située sur la rive de la Salzach, près de l'embouchure de la Berchtesgadener Ache, à environ 15 kilomètres au sud de Salzbourg. La zone est entourée par les Alpes de Berchtesgaden, dont le massif du Göll marque la frontière allemande à l  à l'ouest, et le massif du Salzkammergut à l'est.

## Histoire
Sur le plateau de Dürrnberg, surplombant la ville, furent exploitées des mines de sel depuis au moins la fin de la période de Hallstatt, jusqu'à un déclin amorcé vers 100 avant notre ère. Ces mines fournirent en sel une grande partie de l'Europe centrale pendant presque la totalité de la période de la Tène. De nombreuses trouvailles archéologiques prouvent une réelle prospérité de tous les groupes sociaux associés à l'exploitation de ces gisements à cette époque.
Ce sel devint crucial pour la prospérité économique de l'archevêché de Salzbourg, la production saline de Bad Reichenhall, en Bavière, exerçant de plus une concurrence.

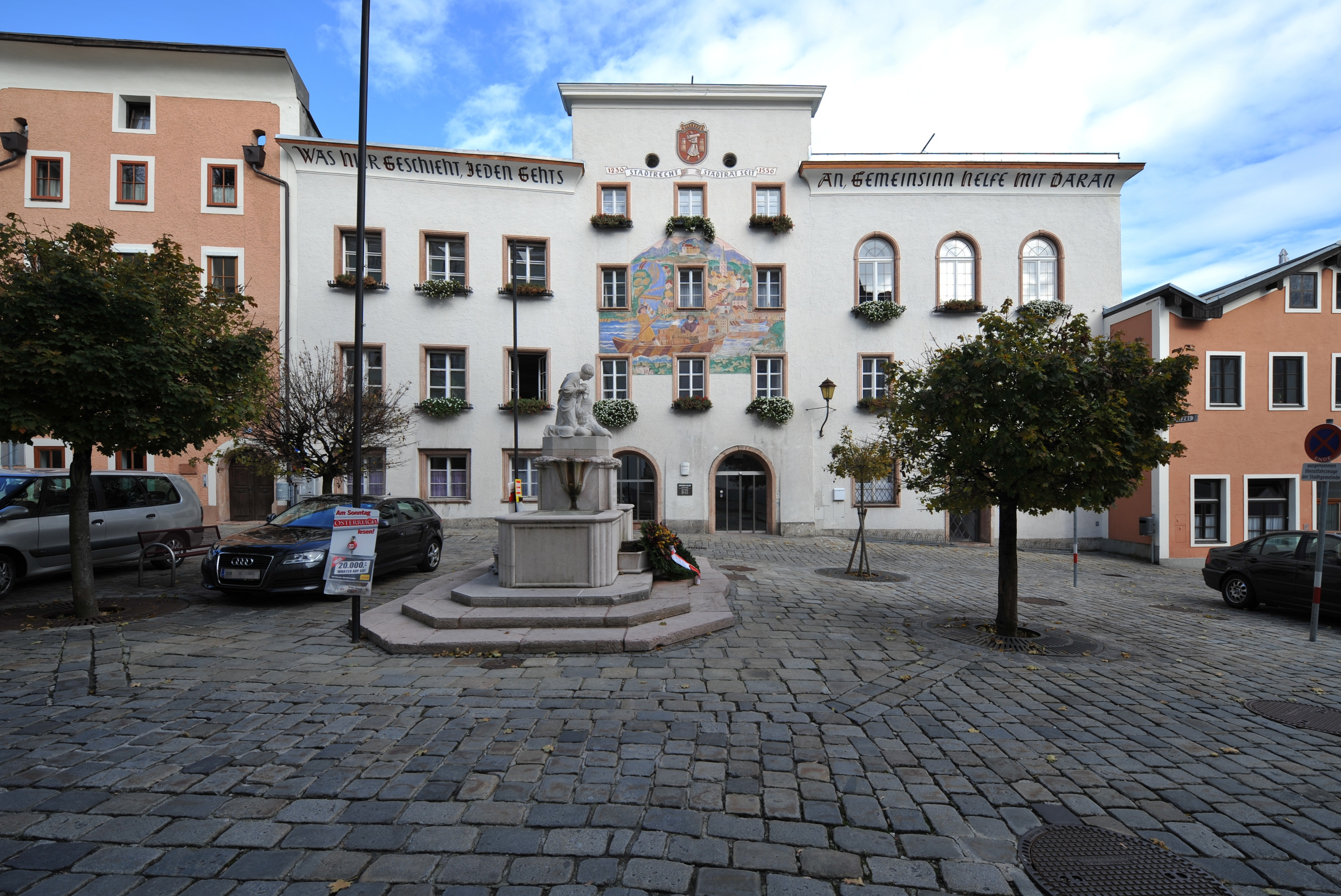
Hôtel de ville.

À la fin du XVIIe siècle, les mineurs de confession protestante sont expulsés, plusieurs centaines d'entre eux émigrent à Walcheren, dans les Provinces-Unies.
En avril 1809, les armées napoléoniennes et leurs alliés bavarois envahissent la région. Le 03 octobre, le maréchal Lefebvre, avec 2 000 soldats bavarois, livre bataille et prend la ville, qui était alors occupée par des Tyroliens.
Lors de la Seconde Guerre mondiale fut créé à Hallein une annexe du camp de concentration de Dachau. Après guerre, le site accueillit des rescapés juifs (Beth Israël). Mi-1947 y fut ouverte une école avec cours d'anglais, enseignement de la couture et de la confection, de l'électricité et de la radiotechnique, de la cuisine, de l'esthétisme, etc., à plus de 200 étudiants. En 1948, ce camp regroupe les Juifs désirant émigrer au Canada et aux États-Unis. Il ferme en 1954.
La production de sel cesse définitivement en 1989. Une des anciennes mines est ouverte aux touristes et possède un musée de la civilisation celtique.

## Transport
Hallein est accessible par le réseau express régional S-Bahn de la ville de Salzbourg. Il a également accès à l'autoroute A10 (Tauern Autobahn) de Salzbourg à Villach, faisant partie de la route européenne 55.

## Personnalités liées à la ville
- Clemens Holzmeister (1886-1983), architecte, meurt à Hallein ;
- Herbert Fux (1927-2007), acteur et homme politique ;
- Thomas Stangassinger (né en 1965), skieur alpin ;
- Judith Wiesner (néé en 1966), joueuse de tennis ;
- Anna Veith (née en 1989), skieuse alpine.

Sur le côté nord de l'église paroissiale, dans la ville haute, on peut voir la maison et la tombe de Franz Xaver Gruber (1787-1863), auteur de la musique du célèbre chant de Noël Douce nuit, sainte nuit.